# 댄 슈나이더
댄 슈나이더(Dan Schneider, 1966년 1월 14일 ~ )는 미국의 텔레비전 제작자, 영화 각본가, 배우이다.

## 사건 사고
슈나이더가 니켈로디언 동료들에게 반복해서 저질러온 언어 폭력 등에 대해 여러 건의 항의가 접수된 후 모회사 바이어컴CBS에서 내부 조사에 착수하였고, 그 결과 2018년 니켈로디언과 슈나이더가 결별하였다.
2004년에서 2006년 사이에 《조이 101》을 함께 작업했던 전 아역 배우 알렉사 니컬러스는 2022년 인터뷰에서 슈나이더가 노출이 있는 의상을 입으라고 압박했다고 밝혔다.
2024년 맥스와 디스커버리+를 통해 공개된 텔레비전 다큐멘터리 시리즈 《Quiet on Set: The Dark Side of Kids TV》에서 아동 성폭력 의혹을 제기하였다. 슈나이더는 이를 부정하며 명예 훼손 소송에 들어갔다.

## 작품 목록

### 텔레비전 기획·제작
| 방송 년도 | 제목 (원제)                  | 방송사     |
| --------- | ---------------------------- | ---------- |
| 1994-2005 | 올 댓 (All That)             | 니켈로디언 |
| 1996-2000 | Kenan & Kel                  | 니켈로디언 |
| 1998-1999 | Guys Like Us                 | UPN        |
| 1999-2002 | 아만다쇼 (The Amanda Show)   | 니켈로디언 |
| 2002-2006 | 왓 아이 라이크 어바웃 유     | The WB     |
| 2004-2007 | 드레이크와 조쉬              | 니켈로디언 |
| 2005-2008 | 조이 101                     | 니켈로디언 |
| 2007-2012 | 아이칼리                     | 니켈로디언 |
| 2010-2013 | 빅토리어스                   | 니켈로디언 |
| 2013-2014 | 샘 & 캣                      | 니켈로디언 |
| 2014-2020 | Henry Danger                 | 니켈로디언 |
| 2015-2019 | 게임 셰이커 (Game Shakers)   | 니켈로디언 |
| 2018      | The Adventures of Kid Danger | 니켈로디언 |

### 텔레비전 출연
- 헤드 오브 더 클래스 (1986-91)
- 조이 101 (2008)
- 아이칼리 (2012)
- 샘 & 캣 (2013-14) - 목소리 출연

### 영화 출연
- 작은 사랑의 기적 (1985)
- 모의 법정 (1989)
- 햄버거 특공대 (1997)